# Николай (Писсарис)
Митрополи́т Никола́й (англ. Metropolitan Nicholas, греч. Μητροπολίτης Νικόλαος, в миру Ни́колас Эммануэ́ль Писа́рре, англ. Nicholas Emmanuel Pissare или Пи́ссарис, греч. Πίσσαρης; 11 августа 1953, Гленс-Фолс, штат Нью-Йорк) — епископ Константинопольской православной церкви, митрополит Детройтский.

## Биография
Родился в 1953 году в Гленс-Фолсе, в округе Уоррен, в США в семье Эммануила и Каллиопы Писсарис. В семье кроме него были два брата и сестра. Писсарисы в то время были прихожанами Георгиевского храма в Скенектади, штат Нью-Йорк.
По окончании школы в родном городе, поступил в 1971 году Колгейтский университет, который с отличием окончил в 1975 году, получив специализацию по французскому языку и классическим цивилизациям (с латинским уклоном).
В 1975 году поступил в Греческую православную богословскую школу Святого Креста в Бруклайне, штат Массачусетс, которую окончил в 1978 году со степенью магистра богословия (Masters of Divinity), будучи первым учеником в своём классе. Продолжил образование в докторантуре на богословском факультете Афинского университета.
С 1980 по 1990 годы работал в госпитале святого Антония в Денвере, где деятельно участвовал в жизни Успенского собора. В 1983 году поступил на службу в Денверской епархии Константинопольской церкви, став помощником епархиального архиерея.
6 июля 1991 года в Благовещенской церкви в Маккиспорте, Пенсильвания, митрополитом Питтсбургским Максимом (Айоргусисом) был рукоположён в сан диакона.
13 июля того же года в денверском Успенском соборе тем же архиереем был рукоположён в сан священника и возведён в достоинство архимандрита.
С 1991 по 1995 годы служил протосинкеллом Питтсбургской епархии.
С 1996 по 1997 год служил протосинкеллом Детройтской епархии.
С 1997 по 1999 годы был настоятелем Крестовоздвиженского собора в Нью-Йорке.
13 марта 1999 года решением Священного Синода Константинопольской православной церкви избран епископом Детройтским.
3 апреля 1999 года в Крестовоздвижеской церкви в Бруклине был рукоположён в сан епископа Детройтского. Хиротонию совершили: архиепископ Американский Спиридон (Папагеоргиу), митрополит Эйнский Максим (Айоргусис) и епископ Джамплский Димитрий (Хури) (Антиохийский Патриархат). Его интронизация состоялась 18 апреля в Благовещенском соборе в Детройте, Мичиган.
Также служил в греческой Американской архиепископии как член попечительской комиссии архиепископии, совета Михаиловского дома престарелых, Церковного суда архиепископии.
20 декабря 2002 года решением Священного Синода Константинопольской православной церкви епархии Американской архиепископии были возведены в ранг митрополий, в связи с чем епископ Николай стал митрополитом.
В связи с кончиной 2 июня 2017 года митрополита Чикагского Иакова (Гарматиса), главой Американской архиепископии Димитрием (Тракателлисом) назначен временным управляющим Чикагской митрополии.